# Яна Гибашкова
Яна Гибашкова (нар. 26 червня 1965 року Прага) — чеський політик, дипломат, депутатка Європейського Парламенту VI скликання (2004-2009).

## Біографія
Випускниця Карлового університету в Празі за спеціальністю «арабістика». З 1991 по 1997 працювала в Міністерстві Закордонних Справ Чехії. У 1997—2001 роках виконувала обов'язки посла Чеської Республіки в Словенії, а у період 2002—2004 в Кувейті і Катарі. Від 2001 до 2002 була радником секретаря партії у європейських справах.
Під час виборів у 2004 була обрана до Європейського Парламенту за списком партії Європейські Демократи. Засідала в Комісії Закордонних Справ. Очолювала делегацію у справах взаємин з Ізраїлем.
У 2008 стала на чолі новий покликаній Європейській Демократичній Партії, від імені якої без успіху клопоталася про переобрання до європарламенту. У 2009 була оголошена кандидаткою Союзу Християнських Демократів — Чехословацькій Народній Партії в парламентських виборах, передбачених на 2010 рік.
З 2011 року Глава Представництва Європейського Союзу в Багдаді Ірак.

## Нагороди
- Нагороджена Хрестом За заслуги II ступеня Міноборони Чеської Республіки.